# アントワネット・ギディア
アントワネット・ギディア（Antoinette Guedia 1995年10月21日- ）はカメルーンの競泳選手。

## 経歴
2003年に8歳で水泳を始めた。2006年には100m平泳ぎで国内チャンピオンになった。2008年の北京オリンピックに大会最年少の12歳で出場し、女子50m自由形で自己記録を2秒以上縮める33秒59でゴールした。練習はカメルーン国内の22mのプールで行っており、競技後、「このような大きな施設で泳いだことはなかった」と語った。

## 人物
あこがれの選手はフランスのコラリー・バルミー、マリア・メテラ、ロール・マナドゥとジンバブエのカースティ・コベントリーであるという。